# Puerto Salgar
Puerto Salgar est une municipalité située dans le département de Cundinamarca, en Colombie.